# Wehrkirche Katzwang

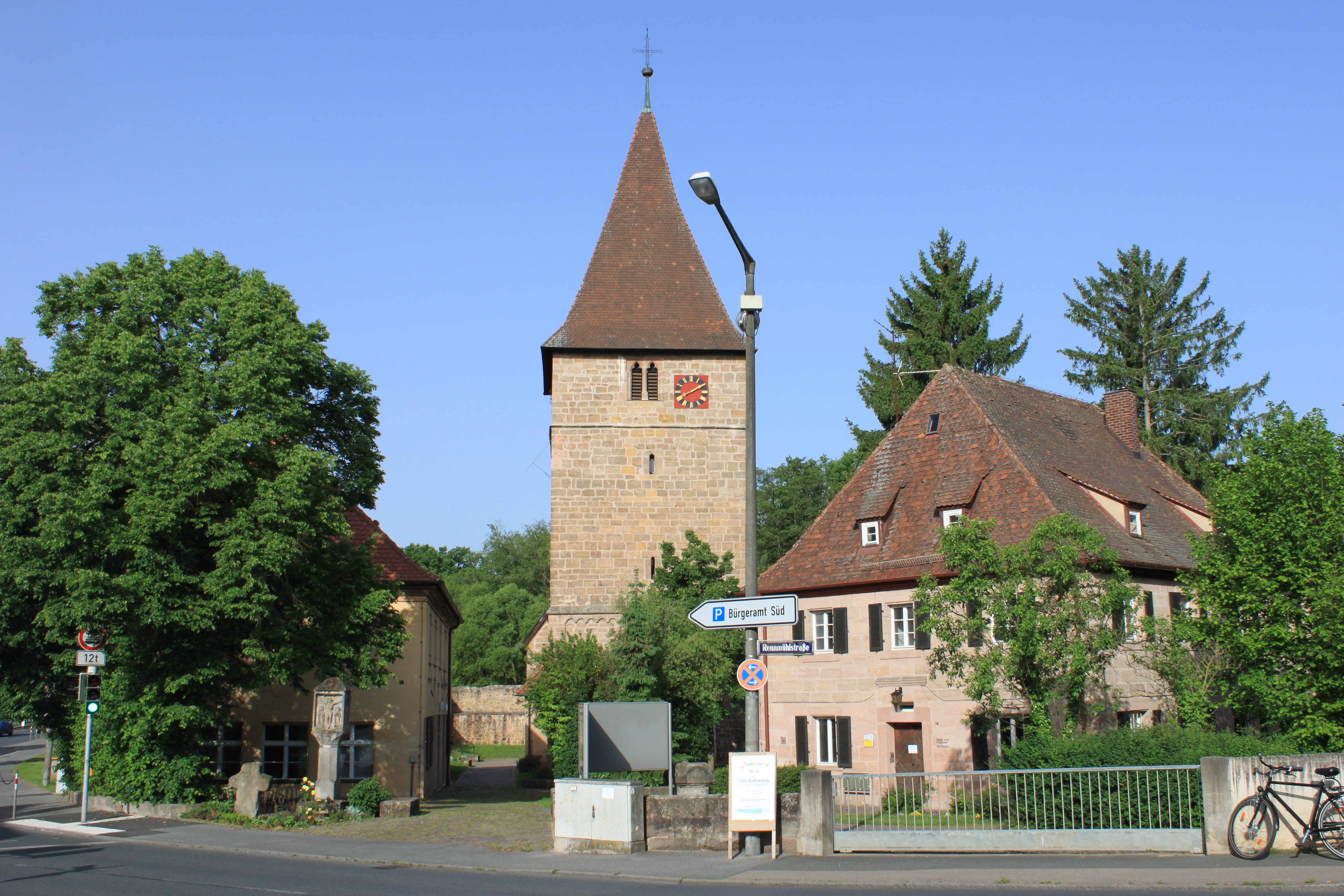
Wehrkirche Katzwang

Die Wehrkirche Katzwang liegt an der Rednitz im Nürnberger Stadtteil Katzwang und wird heute als Pfarrkirche der evangelisch-lutherischen Kirchengemeinde Katzwang genutzt.

## Lage

Lageplan der Baudenkmale auf dem Ensemble Kirchhof Katzwang

Das Ensemble Kirchhof Katzwang steht unter Denkmalschutz. Auf dem Ensemble E-5-64-000-16 befinden sich mehrere Baudenkmale:

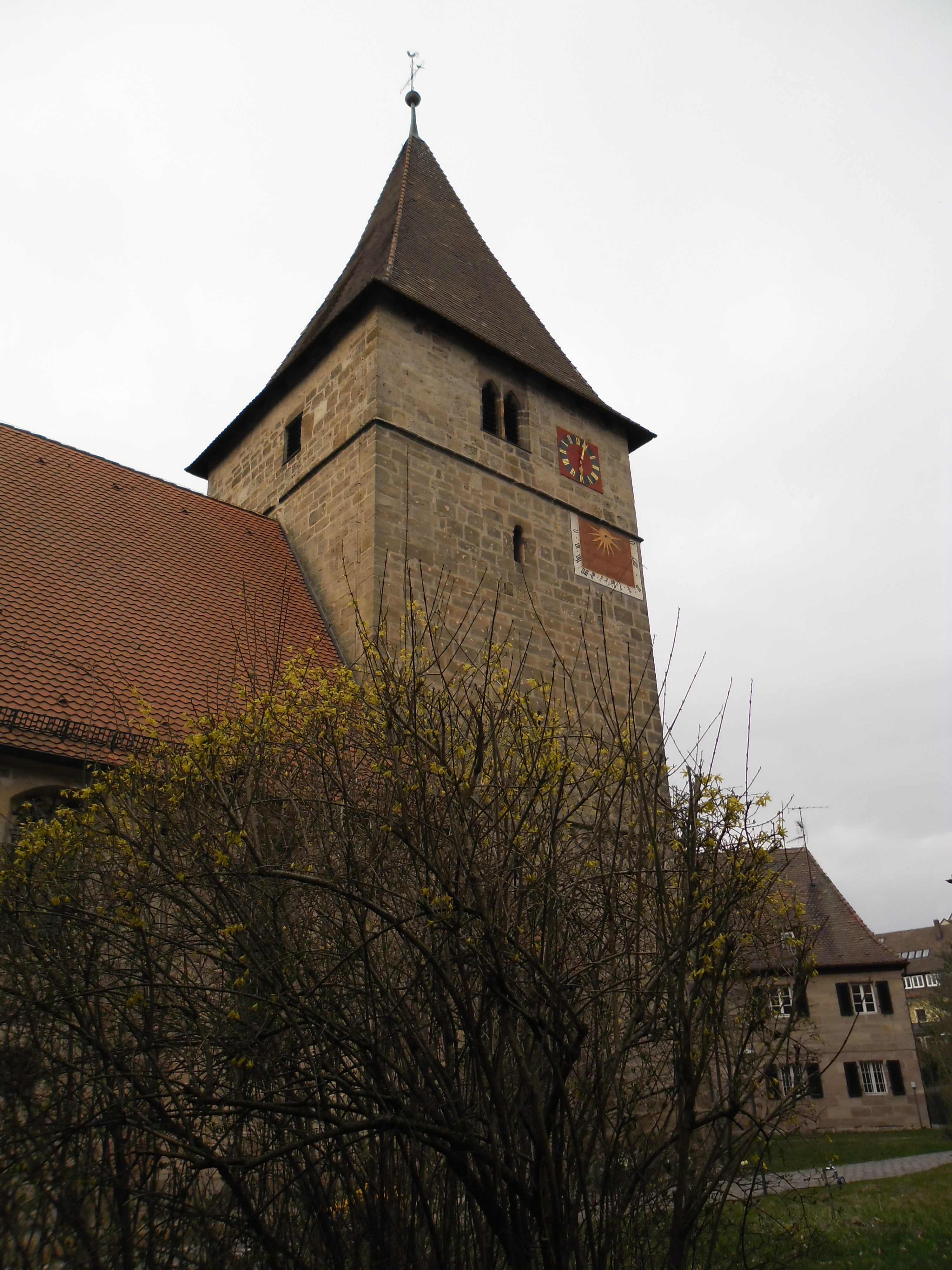
Pfarrkirche Unsere Liebe Frau
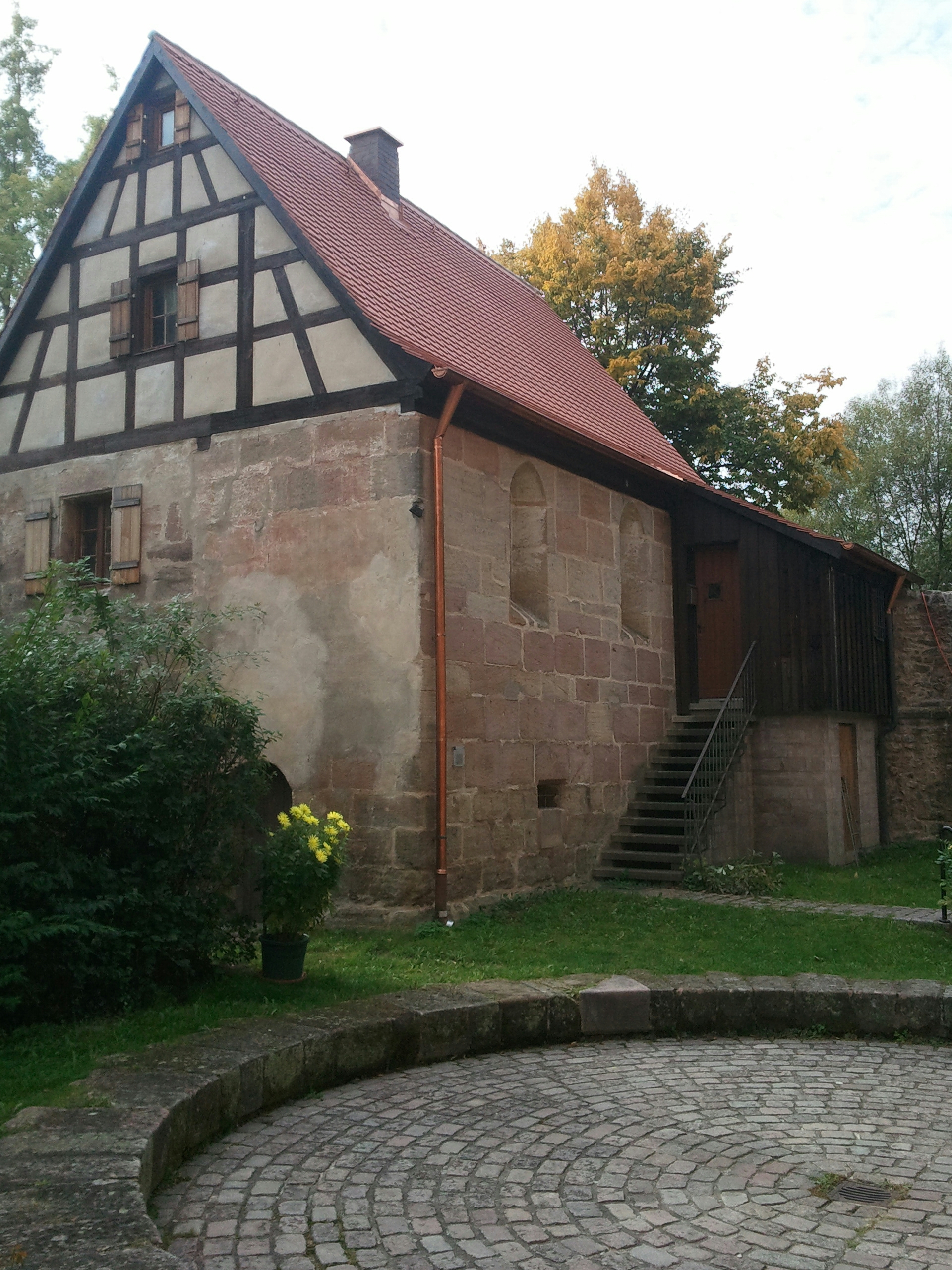
Karner
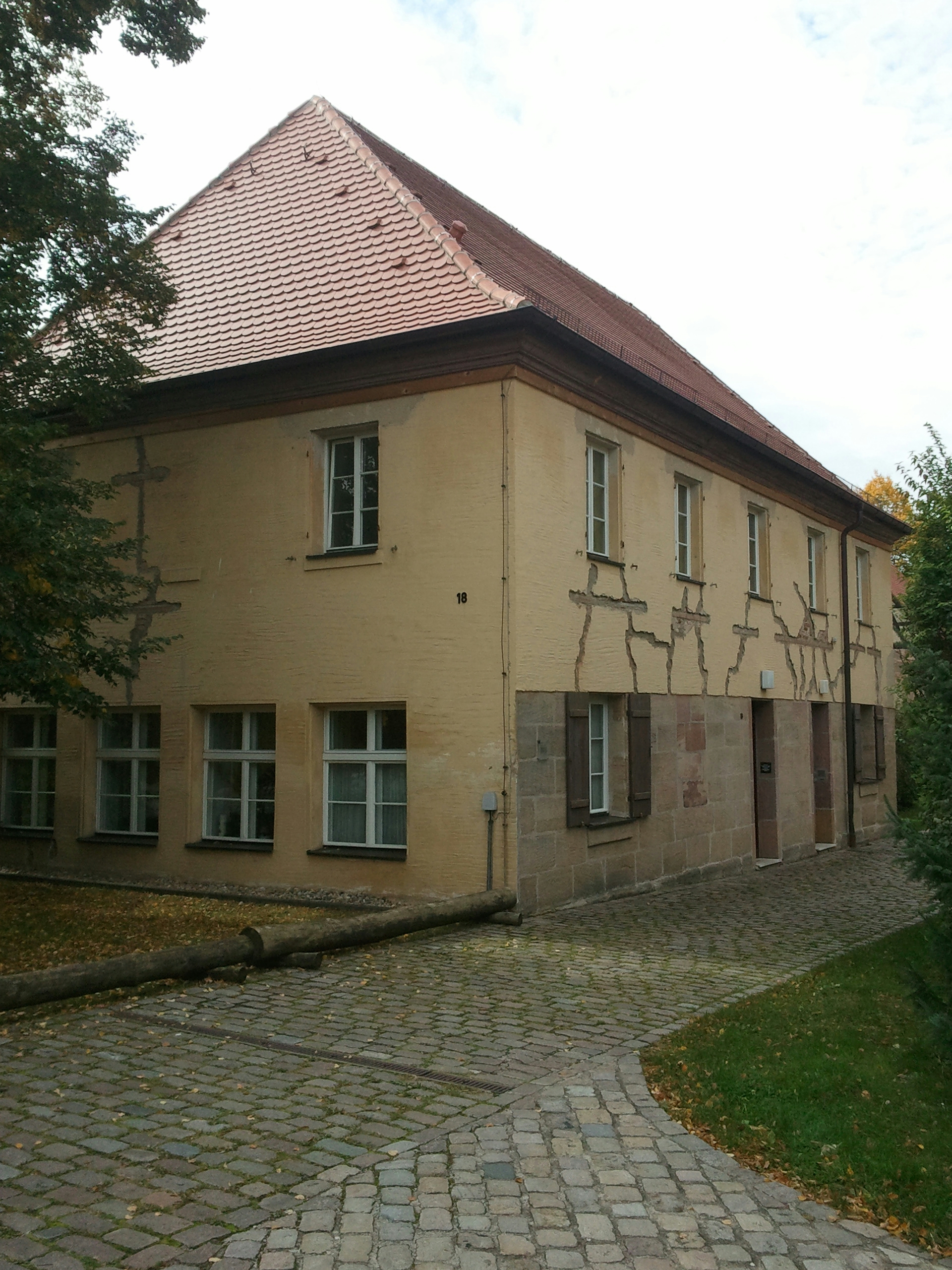
Schulhaus
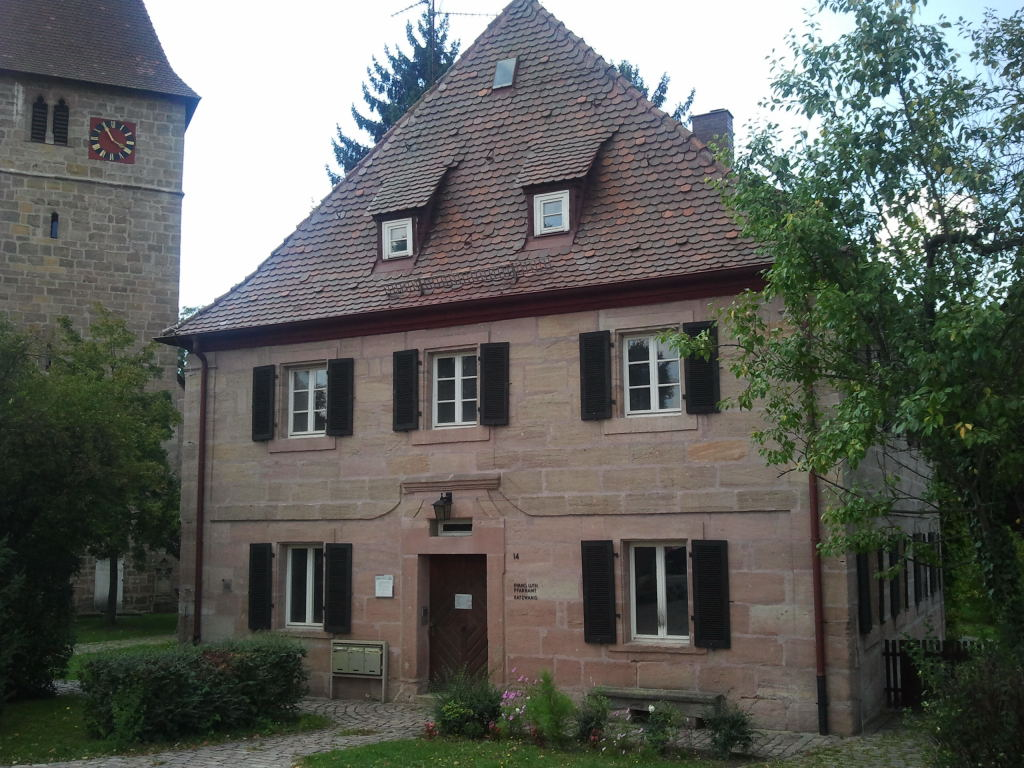
Pfarrhaus
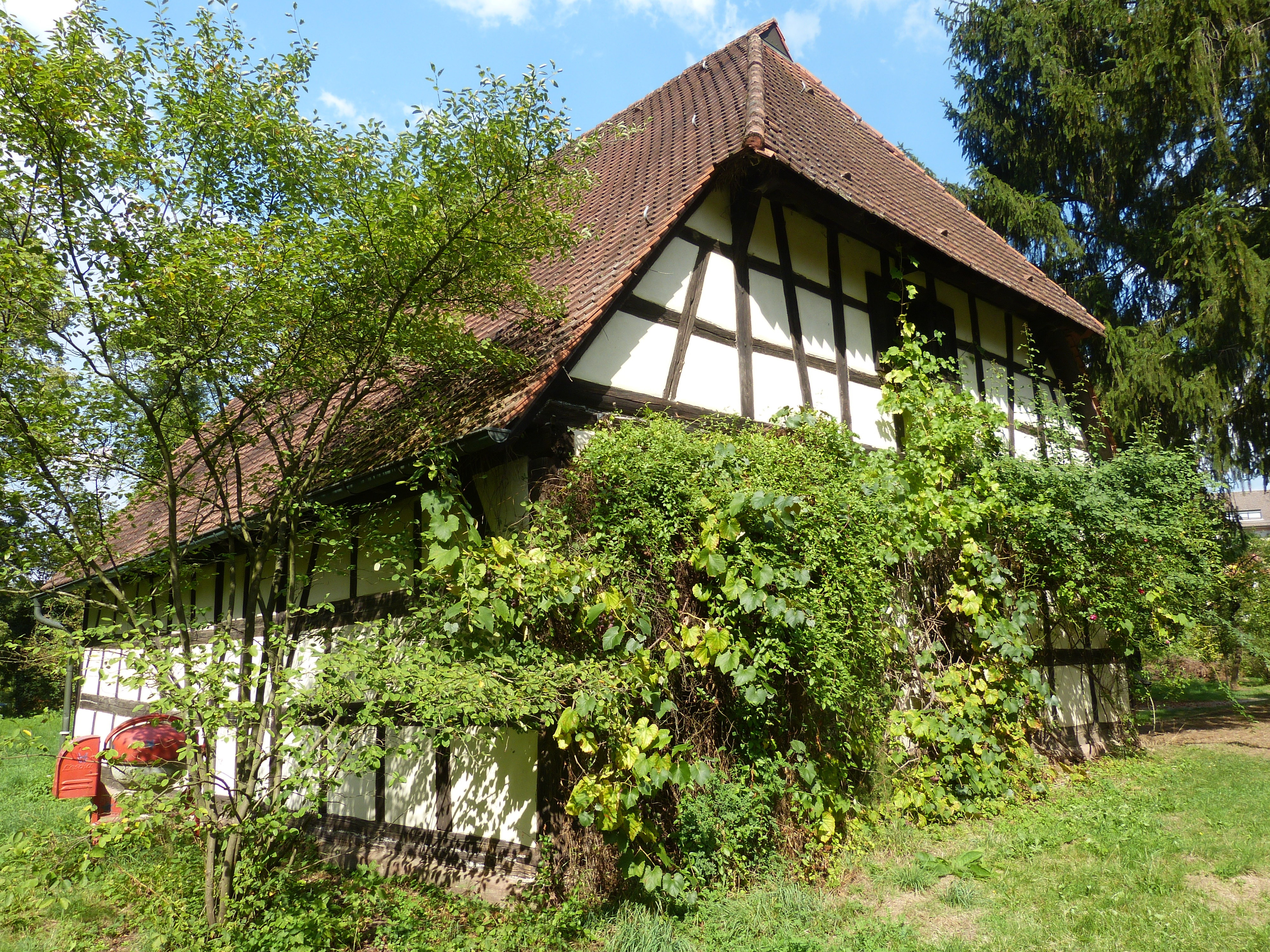
Scheune
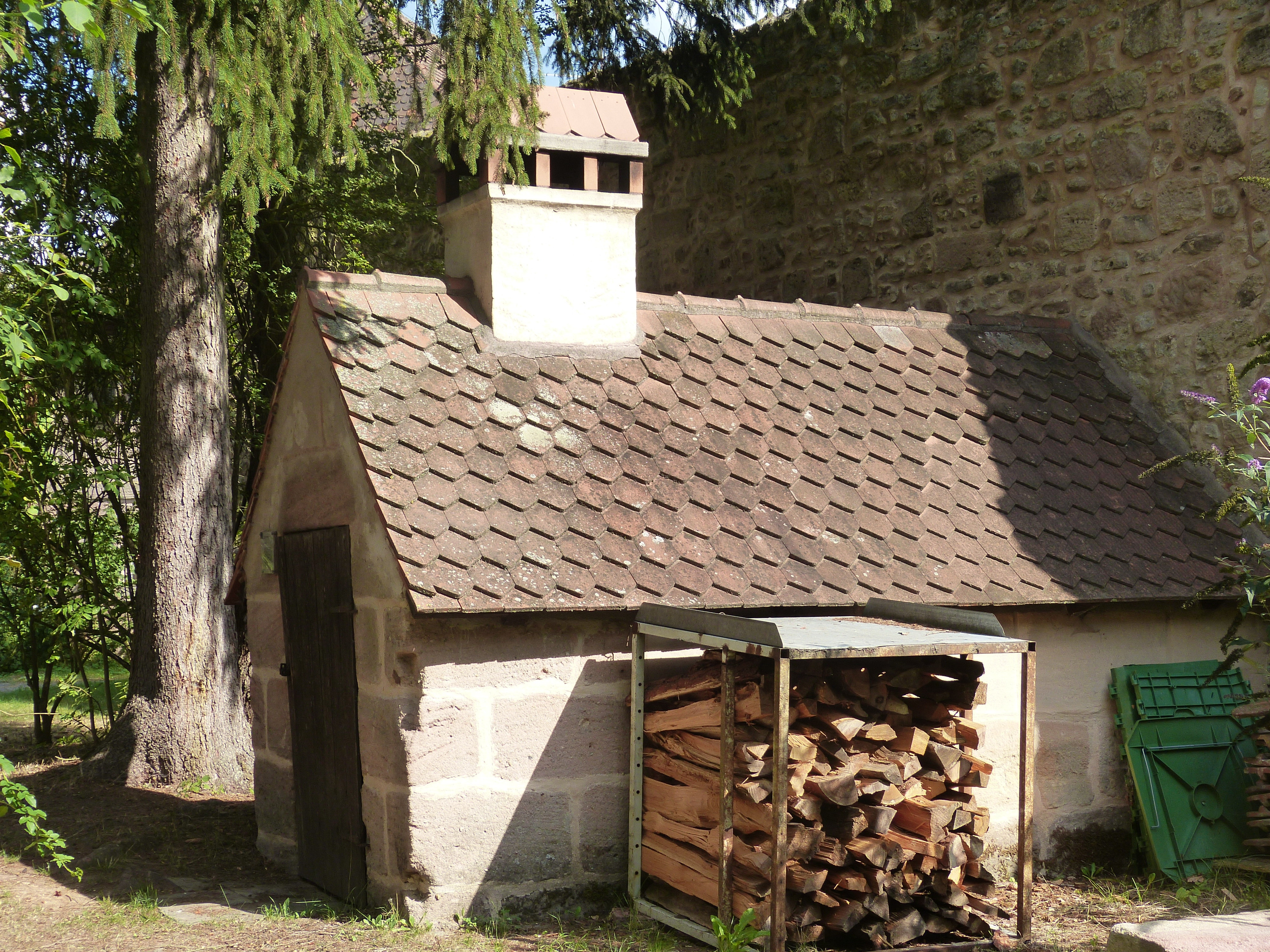
Backhaus
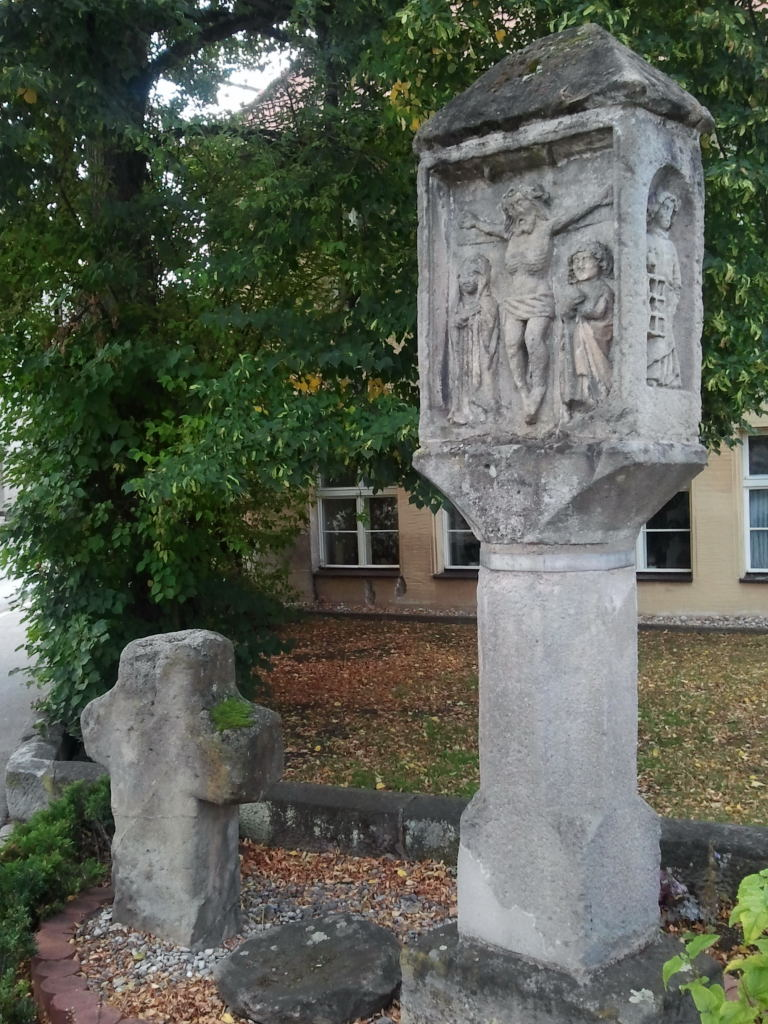
Wegkreuz und Martersäule

## Geschichte
Die gotische Chorturmkirche von Katzwang wurde 1287 im Kontext eines Brückenbaus über die Rednitz erstmals urkundlich erwähnt. Belege für Wehrmauern um Kirche, Beinhaus und Friedhof stammen aus dem Jahre 1298.
1527 wurde Katzwang evangelisch, blieb aber bis 1803 unter dem Patronat des Klosters Ebrach.